# 神探兩個半
《神探兩個半》（英語：Cop），是一部1999年7月於台灣推出的校園喜劇電影。由吳宗憲導演，吳宗憲、方文山編劇。本片從拍攝至上映共花了二十一天，票房僅達到新台幣五百萬元。亦為台灣女藝人溫嵐首次擔任女主角的出道作品。

## 演員表

### 所有演員
- 陳小春
- 溫　嵐
- 吳宗憲
- 柯受良
- 張本渝
- 蔡安蕎
- 柳翰雅
- 余炳賢
- 羅志祥
- 歐漢聲
- 許傑輝
- NONO
- 馬國畢
- 康　康
- 林安迪
- 方文山
- 鍾國洪[2]

## 電影主題曲

### 主題曲
| 曲名       | 作詞   | 作曲   | 演唱  |
| 喜歡這樣子 | 溫 嵐  | 周杰倫 | 溫 嵐 |
| 不告而別   | 周杰倫 | 周杰倫 | 溫 嵐 |

### 插曲
| 曲名         | 作詞           | 作曲   | 演唱   |
| 第六感       | 方文山         | 黃韋翔 | 溫 嵐  |
| 恁姐仔住市內 | 澎恰恰         | 澎恰恰 | 康晉榮 |
| 電燈泡       | 方文山         | 周杰倫 | 羅密歐 |
| 動起來       | 歐漢聲、柯呈雄 | 包小松 | 羅密歐 |

## 外部連結
- 互联网电影数据库（IMDb）上《神探兩個半》的资料（英文）
- 香港影庫上《神探兩個半》的資料（繁體中文）
- 豆瓣电影上《神探兩個半》的資料 （简体中文）